# When the Clock Went Wrong
When the Clock Went Wrong (o The Clock Went Wrong) è un cortometraggio muto del 1914 diretto da Harry Jackson.

## Produzione
Il film fu prodotto dalla Selig Polyscope Company.

## Distribuzione
Distribuito dalla General Film Company, il film - un cortometraggio di 150 metri - uscì nelle sale cinematografiche statunitensi il 26 maggio 1914. Nelle proiezioni, veniva programmato con il sistema dello split reel, accorpato in un'unica bobina con un altro cortometraggio prodotto dalla Selig, la commedia Simp Simpson and the Spirits.